# 卡斯卡斯基亞 (伊利諾伊州)
卡斯卡斯基亞（英語：Kaskaskia）是位於美國伊利諾伊州蘭道夫縣的一個村落。

## 地理
卡斯卡斯基亞的座標為37°55′17″N 89°54′59″W / 37.92139°N 89.91639°W，而該地最高點為海拔高度114米（即374英尺）。

## 人口
根據2010年美國人口普查的數據，卡斯卡斯基亞的面積為0.28平方千米，當中陸地面積為0.28平方千米，而水域面積為0.00平方千米。當地共有人口14人，而人口密度為每平方千米50人。